# Matière noire froide
Pour les articles homonymes, voir CDM.

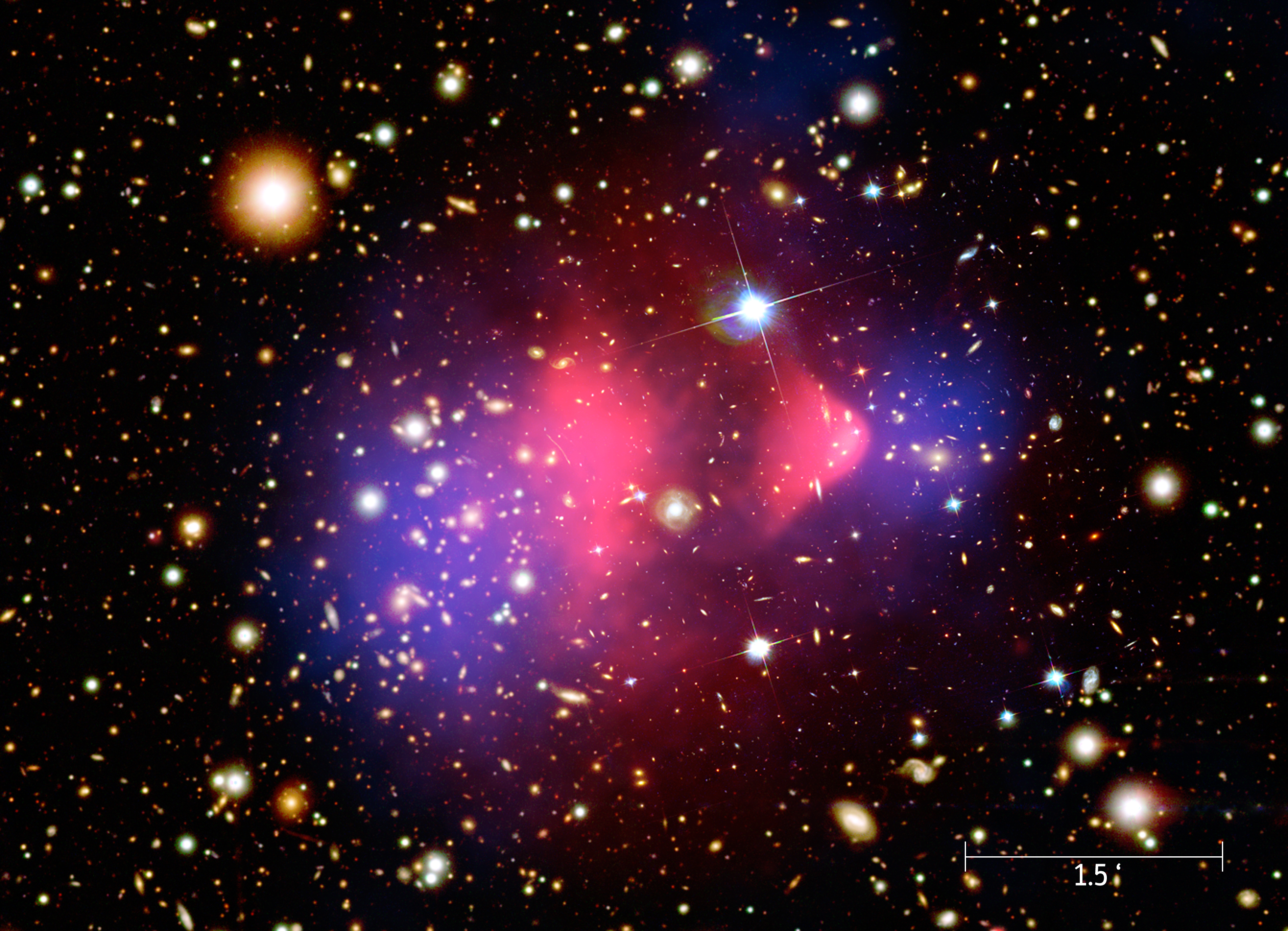

En cosmologie, la matière noire froide (ou CDM, de l'anglais Cold dark matter) est une forme de matière hypothétique (une sorte de matière noire) dont les particules se déplacent lentement par rapport à la vitesse de la lumière (d'où le qualificatif de froide) qui interagit faiblement avec la matière ordinaire et le rayonnement électromagnétique (noire). On pense qu'environ 84,54 % de la matière qui compose l'univers est de la matière noire, la matière baryonique (qui compose les étoiles, les planètes et les êtres vivants) n'étant qu'une fraction du reste.
Depuis la fin des années 1990, la plupart des cosmologistes penche pour la théorie de la matière noire (plus spécifiquement le modèle ΛCDM) pour décrire l'évolution de l'univers d'un état initial homogène (comme le montre le rayonnement du fond diffus cosmologique) vers la distribution grumeleuse des galaxies et de leurs amas observée aujourd'hui, les structures à grande échelle de l'Univers.
Cette théorie a été publiée initialement en 1982 par trois groupes indépendants de cosmologistes : James Peebles à Princeton, James Richard Bond, Alex Szalay et Michael Turner, et enfin George Blumenthal, H. Pagels et Joël Primack. Un article de synthèse influent publié en 1984 par Blumenthal, Sandra Moore Faber, Primark et le scientifique britannique Martin Rees, a développé les détails de la théorie.

## Théorie
Les trous noirs primordiaux de masses intermédiaires (créés lors du Big bang et non par accrétion de matière) comprises entre 30 et 300 000 masses solaires dans les halos galactiques sont compatibles avec les observations des grandes étoiles binaires de même qu'avec les microlentilles et la stabilité des disques galactiques,.
Dans la théorie de la matière noire froide, la structure s'accroît hiérarchiquement, les petits objets commençant par s'effondrer et fusionnant en une hiérarchie continue pour former des objets de plus en plus massifs. Dans le paradigme de la matière noire chaude, populaire au début des années 1980, la structure ne se forme pas hiérarchiquement (en montant), mais se forme plutôt par fragmentation (en descendant), avec les plus grands superamas formant les premiers, en feuilles aplaties comme des crêpes, puis se fragmentant ensuite en morceaux plus petits comme notre galaxie, la Voie lactée. Les prédictions de la matière noire chaude sont en profond désaccord avec les observations des structures à grande échelle, alors que le paradigme de la matière noire froide s'accorde généralement avec ces observations.
Cependant, trois contradictions majeures sont apparues entre les prédictions du paradigme de la matière noire froide et les observations des galaxies et de leur amassage dans l'espace qui ont créé une crise potentielle pour l'ensemble du concept.
- Le problème de concentration du halo : la théorie de la matière noire froide prédit que la distribution de densité des halos de matière noire forment des pics beaucoup plus marqués que ce qui est prévu en observant les courbes de rotation des galaxies[3].
- le problème de la galaxie naine : la théorie de la matière noire froide prédit l'existence de nombreuses petites galaxies naines dont la masse serait de l'ordre du millième de celle de la Voie lactée. Or elles n'ont pas été observées.
- Le problème du moment angulaire : la théorie de la matière noire froide prédit une quantité significative de matière à faible moment angulaire, absente de la plupart des disques galactiques.

Tous ces problèmes se sont vu proposer un certain nombre de solutions. Cependant, on ignore toujours s'ils représentent une critique réelle pour le paradigme de la CDM ou une indication selon laquelle le modèle nécessite de plus amples développements.
La théorie CDM ne formule aucune prédiction sur la constitution exacte des particules de matière noire froide. Dans cette absence de clarté réside précisément une des grandes faiblesses de la théorie. Cependant, les candidatures se scindent selon trois catégories, chacune ayant été baptisée d'un nom humoristique, comme fréquemment en physique.
- Les WIMPS (de weakly interactive massives particles, en français mauviettes) postulent que la matière noire est en quelque sorte une particule lourde de type inconnue. Malheureusement,il n'existe aucune particule connue possédant les caractéristiques attendues. Leur recherche compte des tentatives de détection directe à l'aide de détecteur à haute sensibilité ainsi que des essais de production dans des accélérateurs de particules.
- Les axions constituèrent en réalité les premiers candidats pour la matière noire froide[5]. Leurs caractéristiques cosmologiques sont très différentes des autres particules du Modèle standard, étant potentiellement de la matière noire froide même avec une très petite masse[6]. Comme ils constituent une conséquence des solutions du problème CP fort en chromodynamique quantique ils sont également toujours hypothétiques et font l'objet d'une recherche active.
- Les Machos (de l'anglais Massive Compact Halo Objects) postulent que la matière noire consiste en objets condensés tels que trous noirs, étoiles à neutrons, naines blanches, étoiles très faibles ou bien des objets non-lumineux comme des planètes. Leur recherche consiste à utiliser des lentilles gravitationnelles pour voir les effets de ces objets sur les galaxies en arrière-plan.

On pense également que la CDM peut être purement constituée de reliquats de l'inflation en gravitation, appelées « particules X » telles que les holeum,.